# Химическая технология
Хими́ческая техноло́гия — прикладная наука на стыке химии и инженерии, изучающая экономичные и экологически целесообразные методы и средства переработки сырых природных материалов (сырья) в продукты потребления и промежуточные продукты (полупродукты) с использованием химических процессов. Является научной основой химической промышленности.

## История
Химическая технология, как новая наука берёт свое начало в XVIII веке, когда в эпоху развития промышленности на основе знаний в области химии, физики и экономики начинают создаваться технологические процессы по получению в значимых количествах широко применяемых химических веществ. Датой возникновения химической технологии можно считать 1789 год, когда Н. Леблан разработал метод получения кальцинированной соды Na2CO3 (так называемый процесс Леблана) на основе известняка (карбоната кальция), угля и сульфата натрия:
{\displaystyle {\ce {Na2SO4 + 2C + CaCO3 = Na2CO3 + 2CO2 + CaS}}}
Данная технология потребовала создания производства сульфата натрия из каменной соли (хлорид натрия) и серной кислоты:
{\displaystyle {\ce {2NaCl + H2SO4 = Na2SO4 + 2HCl}}},
что, в свою очередь, требовало производства серной кислоты и позволяло получать соляную кислоту в качестве побочного продукта.
Технологический процесс получения кальцинированной соды сделал актуальным вопрос утилизации сульфида кальция, образующегося в качестве побочного продукта. Была разработана технология его превращения в оксид серы(IV):
{\displaystyle {\ce {CaS + CO2 + H2O = CaCO3 + H2S}}},
{\displaystyle {\ce {2H2S + 3O2 = 2H2O + 2SO2}}},
который стал использоваться для получения серной кислоты, после чего получился замкнутый цикл химического производства.
В те года началось бурное развитие земледелия, и остро стал вопрос производства удобрений, что потребовало производства аммиака, первой технологией получения которого стал процесс Габера-Боша.

## Основные процессы
Все процессы химической технологии разделяют в зависимости от общих кинетических закономерностей протекания процесса на пять основных групп:
- гидромеханические;
- тепловые;
- массообменные (или диффузионные) процессы;
- химические процессы;
- механические процессы.

## Классификация
По организационно-технической структуре процессы делятся на периодические и непрерывные.
Неорганическая химическая технология включает переработку минерального сырья (кроме металлических руд), получение кислот, щелочей, минеральных удобрений.
Органическая химическая технология — переработку нефти, угля, природного газа и других горючих ископаемых, получение синтетических полимеров, лекарственных средств, лакокрасочных материалов и других веществ.